# روز خشم
روز خشم (دانمارکی: Vredens Dag) فیلمی سیاه و سفید در سبک درام به کارگردانی کارل تئودور درایر محصول سال ۱۹۴۳ است.